# The Garden
The Garden — американський експериментальний рок-гурт із округу Орандж, штат Каліфорнія, створений у 2011 році братами-близнюками Ваяттом і Флетчером Ширсами. Дует випустив свій дебютний альбом «The Life and Times of a Paperclip» у 2013 році, після чого вийшло кілька менших релізів. 
У 2015 році група випустила свій другий студійний альбом Haha разом із головним синглом «All Smiles Over Here :)», який викликав схвалення критиків після підписання контракту з Epitaph Records. Вони випустили свій третій альбом «Mirror Might Steal Your Charm» у березні 2018 року та свій четвертий альбом «Kiss My Super Bowl Ring» вийшов у березні 2020 року. Брати гастролювали по США, Європі, Великобританії, Китаю, Японії, Новій Зеландії, Австралії, Канаді, Мексиці, а в 2019 році вони з’явилися на Coachella.

## Історія

### 2011–2014: Формування та випуск дебютного альбому
Близнюки Ваятт і Флетчер Ширс створили The Garden у свої 17 років, як сайд-проект їхнього гурту MHV (Ms. Hannah's Victims), але зрештою вони кинули групу, щоб повністю зайнятися The Garden. Їхня назва є метафорою того, що їхня музика «росте» та розвивається. 
Вони почали грати на концертах і незабаром, все ще підписавшись на лейбл свого попереднього гурту Burger Records, випустили свій дебютний однойменний міні-альбом у травні 2012 року на касеті, після чого у грудні вийшов «Everything Is Perfect». Наприкінці 2012 року вони випустили пісню з відеорядом «I'm a Woman», перед випуском свого дебютного альбому «The Life and Times of a Paperclip» у липні 2013 року.  
Через місяць вони випустили міні-альбом «Rules», який містив пісню «Spirit Chant», раніше випущену у міні-альбомі «Everything Is Perfect», і «Get Me My Blade» яка була випущена разом із відео на початку того ж року.  Протягом 2014 року вони випустили ще кілька синглів і міні-альбомів, а також трек під назвою «Cloak», який увійшов у їхній майбутній другий альбом.

### 2015–2017: Світове турне та співпраця з Маком Демарко
У січні 2015 року близнюки The Garden випустили альбом під назвою «Surprise» з піснею «This Could Build Us a Home». Вони підписали контракт з Epitaph Records і в серпні 2015 року, вони анонсували свій другий студійний альбом «Haha» та прем'єру головного синглу «All Smiles Over Here :)», 9 жовтня вони випустили відео на пісню «Egg» за день до того, як дует розпочав світове турне. У 2016 році вони випустили низку синглів «Play Your Cards Right» (за участю Crazy 8), «Call This # Now» і «California Here We Go», перш ніж випустити епізод «U Want the Scoop?» у березні 2017 року, після відео для «All Access». У вересні 2017 року дует відкрився для Мака ДеМарко під час його північноамериканського туру.

### 2018: Сингли та великий альбом
24 січня 2018 року The Garden випустили сингл «No Destination» на Epitaph Records із супровідним відеокліпом. 27 лютого вони випустили новий кліп на сингл «Stallion» і оголосили про вихід свого нового альбому «Mirror Might Steal Your Charm» 30 березня. Третій сингл, «Call The Dogs Out» вийшов за три дні до релізу альбому, 27 березня. Вони також грали пісні з альбому, включаючи багато інших своїх пісень, на концерті ARTE у 2018 році.

### 2019–2022: Четвертий альбом та сексуальні домагання
9 квітня 2019 року The Garden разом з Мак ДеМарко випустили синл «Thy Mission» та кліп на трек 17 червня того ж року.
Гурт оголосив дату випуску свого четвертого студійного альбому «Kiss My Super Bowl Ring» 16 січня 2020 року. Альбом був випущений 13 березня 2020 року та містить матеріали учасника 100 Gecs Ділана Брейді та басиста Kero Kero Bonito Джеймса Булледа під його сайд-проектом Wharfwhit. 
21 липня 2020 року The Garden оголосили, що вони "назавжди припиняють усі зв’язки з Burger Records" після численних звинувачень у сексуальних домаганнях, здійснених різними виконавцями у лейблі Burger Records. The Garden заявили, що вони "не будуть співпрацювати з будь-якою групою чи лейблом, які дозволяють таку огидну поведінку".
11 листопада 2021 року гурт разом з Andy Morin випустили сингл «French Kiss the Abyss».
25 травня 2022 року The Garden випустили сингл «Freight Yard».
8 вересня 2022 вийшов п'ятий альбом під назвою «HORSESHIT ON ROUTE 66».

### 2024–Теперішній час: Six Desperate Ballads
У червні 2024 року The Garden оголосили про випуск свого першого синглу цього року під назвою «Filthy Rabbit Hole», описаний як lo-fi хардкор-панк Західного узбережжя з 80-х років.
У вересні було анонсовано ще один сингл разом із музичним кліпом на трек «Ballet» із підтвердженням майбутнього мініальбому.
Ці сингли були випущені напередодні виходу п'ятого мініальбому Six Desperate Ballads, який вийшов 30 жовтня 2024 року.

## Музичний стиль та вплив
Гурт відомий своїми панк стилем, швидкими піснями з двома партіями, на басу та барабанах. У якийсь момент Ваятт заявив, що перейшов з басу на гітару, але більшість слухачів цього не помітили через його стиль гри та використання низьких нот. 
Пізніша музика містить синтезатор на додаток до гітари та барабанів або замість них. Їхню музику і імідж характеризують "принцип «зроби сам», стиль магазину економ-клас з гламуром і величезний список музичних впливів". Брати класифікують своє звучання як "vada vada", філософію, яку Ваятт Ширс описує як «ідею, яка представляє чисте творче вираження, яка ігнорує всі раніше створені жанри та ідеали». Близнюки відмітили вплив на музику таких митців, як: E-40 і Mykki Blanco, кантрі-співака Джонні Пейчека і панк-рок гуртів Minutemen і Big Boys.

## Дискографія

### Альбоми
- Everything Is Perfect (2012)
- The Garden (2013)
- The Life and Times of a Paperclip (2013)
- Haha (2015)
- Mirror Might Steal Your Charm (2018)
- Kiss My Super Bowl Ring (2020)
- Horseshit On Route 66 (2022)

### Сингли та Епізоди
- Burger Records Tape (2012)
- Rules (2013)
- Struggle In Front Of Sector 27 (2014)
- Surprise/This Could Build Us A Home (2014)
- Glimpse (2014)
- Aunt J's Smile (2014)
- Play Your Cards Right (2016)
- Call This # Now (2016)
- California Here We Go (2016)
- U Want the Scoop? (2017)
- Thy Mission (2019)
- French Kiss the Abyss (2021)
- Freight Yard (2022)
- Orange County Punk Rock Legend (2022)
- Chainsaw The Door (2022)
- Haunted House On Zillow (2023)

## Інші проекти
Обидва близнюки мають експериментальні побічні проекти: Ваятт — Enjoy, а Флетчер — Puzzle. Вони також є моделями, брали участь у показах для таких брендів, як Yves Saint Laurent, Hugo Boss, Ugg та Balenciaga.

##### Дискографія Enjoy
| Альбоми                               | Сингли та Ep                           |
| ------------------------------------- | -------------------------------------- |
| Gold (2012)                           | Real Life Like Cold Ice (2016)         |
| Spaceships & Attitudes (2012)         | I've Got The World In My Pocket (2015) |
| Paradise & Personality (2013)         | Small Car Big Wheels (2018)            |
| C'mon, Paradise Is This Way! (2013)   | Why Do I Try? (2019)                   |
| Mist (2013)                           | Vape Smoke (2020)                      |
| Legacy (2014)                         | Genetic Tree (Remix) (2020)            |
| Punk Planet (2015)                    | Lounge Thoughts (2022)                 |
| Another Word For Joy (2016)           | Lounge Thoughts (Remix) (2022)         |
| Small Car Big Wheels (2018)           |                                        |
| Sessions With A Nasty Old Tree (2020) |                                        |
| The Sound Of Deceit (2025)            |                                        |

##### Дискографія Puzzle
| Альбоми                               | Сингли та Ep                        |
| ------------------------------------- | ----------------------------------- |
| That's Fine (2013)                    | The Devil`s Weapon (2014)           |
| Pure (2013)                           | Live`s Gonna Go (2017)              |
| It's Really Whatever (2013)           | Crimes (2019)                       |
| I'll Just Say This (2013)             | *Shrugs Shoulders* (2019)           |
| Wonderful? (2013)                     | Jezebel (2020)                      |
| Drinking Blood (2014)                 | Foghorn (2020)                      |
| And Then Suddenly, Like Magic! (2014) | Places We Choose Not to Look (2020) |
| Silver Jungle (2014)                  | Throw a hammer at the sky (2021)    |
| Soaring (2016)                        |                                     |
| Laying in the Sand (2017)             |                                     |
| Tighten the Reins (2017)              |                                     |
| X Hail (2019)                         |                                     |
| Places We Choose Not To Look (2020)   |                                     |